# Konrad Feyner
Konrad Feyner, auch Fyner geschrieben (* 15. Jahrhundert in Gerhausen bei Blaubeuren), war ein deutscher Buchdrucker.

## Leben und Werk
Konrad Feyner wurde wohl in Straßburg bei Heinrich Eggestein ausgebildet. Seit 1473 war er in Esslingen tätig. Dort druckte Feyner theologisches Schrifttum (Werke von Heinrich von Gorkum, Johannes Gerson, Thomas von Aquino, Petrus Lombardus und andere), sowie 1475 und 1477 Petrus Nigers (Peter Schwartz) antijüdische Schriften Tractatus contra perfidos Judaeos de conditionibus veri Messiae und Stern des Meschiah. Für beide verfertigte Feyner auch die benötigten hebräischen Lettern in Quadratschrift, mithin früheste Beispiele für ihre Verwendung im Buchdruck. Daneben druckte er die für Herzog Eberhard I. von Württemberg (Eberhard im Bart) übersetzten „Translationen“ des Esslinger Stadtschreibers Niklas von Wyle (1478).
1479 zog Konrad Feyner nach Urach um. Unter den dort von ihm gedruckten Büchern zeichnen sich das (deutsche) „Plenarium“ (1481), das „Heiligenleben“ (1481) und die „Weisheit der alten Weisen“ von Bidpais durch schöne Ranken-Bordüren, bedeutende Holzschnitte und große Initialen aus. Johannes Hug aus Göppingen scheint sein Korrektor sowohl in Esslingen als auch in Urach gewesen zu sein. Über sein Leben ist nichts Weiteres bekannt geworden.
Konrad Feyner scheint dann in Urach gestorben zu sein, denn man findet kein Druckwerk mehr nach 1483, welches seinen Namen trägt.
Eine Gruppe von zehn Drucken („Caesar: de bello Gallico“ (1473), „Der Ackermann von Böhmen“ (1473) und andere), die früher Feyner zugeschrieben wurden, wurden höchstwahrscheinlich in Straßburg und nicht von ihm gedruckt.

## Feyner-Meister
Ein namentlich nicht bekannter Holzschneider, der bedeutende Illustrationen zu einigen von Feyner in Esslingen und Urach gedruckten Bücher geschaffen hat, wird manchmal nach diesen Werken als Feyner-Meister bezeichnet.